# 冬のサクラ
『冬のサクラ』（ふゆのサクラ）は、2011年1月16日から3月20日まで毎週日曜日21:00 - 21:54に、TBS系の「日曜劇場」枠で放送された日本のテレビドラマ。主演は草彅剛。

## 概要
主演は草彅剛で日曜劇場枠は『猟奇的な彼女』以来である。共演は、この作品が11年ぶりの連ドラ出演となる今井美樹、2010年10月クールでゴールデンタイムの連ドラ初出演を果たした佐藤健をはじめ、加藤ローサ、高嶋政伸など。また、韓国の俳優、チェ・ジウとクォン・サンウが友情出演した。
キャッチコピーは、「この愛は、是か非か。」。今まで一度も恋をしたことがない一人の男（草彅）が、事故に遭い記憶を失った一人の女（今井美樹）と出会うことから始まる。
野外撮影では、2011年1月21日、2月4日、JR東日本企画のロケーションサービスによって、東京新幹線車両センターおよび大宮駅が利用された。
主題歌は山下達郎の「愛してるって言えなくたって」。山下が当ドラマのために書き下ろしたバラード曲。
毎日新聞にて冬の新ドラマ：担当記者座談会で評価1位。
当初は全10話の予定だったが、2011年3月11日に発生した東日本大震災の影響により台本の書き直しが行われ、12日以後に収録すべき撮影スケジュールも大幅に変更された。13日放送予定だった第9話は震災関連の特別番組放送のため休止となり、翌週の20日に2時間3分の最終話スペシャルとして放送された。放送前々日の18日まで撮影が続き、その後放送直前まで編集作業をせざるを得なかったことから、連続ドラマでは異例（生放送のケースを除き）となる、当日の字幕放送挿入ができなかった。また、最終話放映時には提供クレジットは表示されず、CMもACジャパンの公共広告に差し替えられた。

## あらすじ
雪の降り積もる山形で、母親の介護をしながらガラス職人をしている稲葉祐（草彅剛）は、今まで一度も恋をしたことがなかった。その山形を、一人訪れた女・石川萌奈美（今井美樹）。彼女は“冬に咲くサクラ”を見るため旅をしていた。祐は、通りを歩く萌奈美とすれ違い、その美しさに目を奪われた。その直後、ひったくりに遭い、怪我をした萌奈美を助けた祐。怪我のショックで記憶がなくなった萌奈美は、祐の家で暮らすことになった。身元を確認できるものもなく、自分が誰なのか分からず、不安や恐怖で呆然としている萌奈美。唯一の手がかりは、彼女が持っていたデジカメに写っていた桜の枝の写真。それは冬に花を咲かせる「啓翁桜」だった。不安なままの萌奈美に、祐は「大丈夫、焦らず一休みしているくらいの気持ちでいるように。きっとそのうち思い出せる時が来るから……」と優しく微笑むのだった。それは運命の出会いだった……母の介護だけがすべてだった男と、自分が誰がさえもわからなくなった女……静かに雪が降り積もる真っ白な世界で……。
しばらくして、介護をしていた祐の母親が亡くなった。葬儀のため、東京の病院で研修医をしている弟・肇（佐藤健）が帰ってきた。兄の萌奈美への淡い思いを感じた肇は、自分や母に対する祐の偽りのない優しさを萌奈美に伝えた。肇には、同じ病院で栄養士をしている向井安奈（加藤ローサ）という恋人がいた。二人は、兄たちをそっと見守ろうとするのだが……。
一方、身元が分かったという知らせから、すべてを思い出した萌奈美。自分には夫と娘がいることを……。夫・航一（高嶋政伸）が、萌奈美を迎えにやってきた。胸を締め付けられる思いで東京に戻る萌奈美。祐は、大丈夫と優しく微笑み彼女を遠くから見送った。だが、東京にいる航一が祐の存在に気付き、やがて豹変していく……。

## キャスト

### 主要人物
稲葉 祐（いなば たすく）〈36〉
演 - 草彅剛
本作の主人公。地元、山形県の高校を卒業後、叔父が営むガラス工場で働いているガラス細工職人。母親は恋多き女性で家に寄り付かず、代わりに年の離れた弟の面倒を見てきた。5年前から、認知症を患い寝たきりの母と二人暮らし。仕事と介護の日々に追われる中、数年間を過ごしてきた。そんなとき、ある女性と出会う。
石川 萌奈美（いしかわ もなみ）〈45〉
演 - 今井美樹
ある日、冬に咲く桜を見に山形県へ一人旅に出かけ、ある事件に遭い記憶を失ってしまい、助けてくれた祐の家に世話になる。実は、東京で病院を経営する夫と中学生の娘を持つ専業主婦だが、愛情の冷めた夫との関係に悩み、孤独を感じもがいている。しかし、愛する娘のために家庭を崩すまいと、気丈に努力している。佑と出会ったことで、これまでの自分の生き方を見直す切っ掛けとなったが、同時に自身の脳の海馬の近くに腫瘍が見つかり、余命が数ヶ月しかないことを知る。自身の病気が発覚してからは、残りの人生を自分で選ぶ決断をし、さらに手術をすれば、記憶を失ってしまう事を知ってからは、琴音の母としてあり続けたい事と、残された命で出来る限りの事をしたいと望み、手術を拒否、自身に冷たく当たっていた航一と決別、義母の章子にこれまでの事を全て明かした後で琴音を託して家を出、航一の病院とは別の病院で入院する。
稲葉 肇（いなば はじめ）〈24〉
演 - 佐藤健
祐の弟。医学部を卒業し、東京の病院で研修医として働いている。根は真面目で優しい性格だが、兄の祐とは違い要領もよく、思ったことはすぐ口にするタイプ。身勝手な母親を疎ましく思っているように見えるが、祐には幸せになってほしいと心から願っている。
向井 安奈（むかい あんな）〈27〉
演 - 加藤ローサ
肇の恋人。肇が働いている病院の食堂に勤務。やや押し付けがましいところもあるが、愛情豊かな心を持つ世話焼き女房的な女性で、肇の兄である祐のことも大切に想う。感情をストレートに表現するタイプだが、その単純さゆえに、意外と物事の本質を見抜いたりする。

### 石川家
石川 航一（いしかわ こういち）〈41〉
演 - 高嶋政伸
萌奈美の夫。父の跡を継いで石川総合病院の院長となった。優秀な脳外科医で院内の信頼も厚く、患者に対する態度も優しく、また夫として父としても周囲の評判はとてもよい。しかし実は、神経質で異常なまでにプライドが高く、妻の萌奈美に対してもわざと冷徹な態度をとっている。実は、妻・萌奈美の友人・理恵とは愛人関係である。山形から帰って来た萌奈美の様子の変化に気づき、調べていく内に佑の存在を知るようになり、「萌奈美に近付くな」とは度々牽制をするが、最終的にこれまでの萌奈美に対する態度や姿勢が仇となり、萌奈美に決別を言い渡されてしまい、以後は医師としての仕事を放棄してしまうほどの並々ならない萌奈美に対する執着心を見せていくようになる。
石川 琴音（いしかわ ことね）〈13〉
演 - 森迫永依
航一と萌奈美の娘。私立中学の1年生。明るくて素直な女の子で母の萌奈美とは仲がよいが、神経質な父の航一には、ちょっと苦手意識がある。両親の仲が良くないことを微妙に感じ取っていて、少し不安を感じている。萌奈美と佑の関係を知ってからは、一時、萌奈美を避けていたが、萌奈美の病気の事や、佑の萌奈美を助けたいと言う純粋な想いを知り、萌奈美への見方を改め、娘として萌奈美と最後までをひたむきに向き合うようになる。
石川 章子（いしかわ しょうこ）〈71〉
演 - 江波杏子
航一の母。石川総合病院の理事長を務める。夫が残した病院を守ることを第一に考え、病院を守るためなら手段を選ばない。航一に対しても厳しい母親だが、萌奈美に対してもキツイ存在の姑。嫌味な部分も多分にあるが、きちんと筋は通す女性。石川家の血を引く、孫の琴音のことを溺愛している。前述通り、萌奈美にはキツく当たっていたが、山形から帰って来てからは、様子が変わったことや、佑との関係に一時は、突き放すような態度を取るが、萌奈美の病気や心境を知ってからは、徐々に態度が軟化していき、萌奈美に執着し、医者としての義務を放棄し始めた航一に対し、諌めたり、許すように諭すなど、萌奈美の味方をするようになる。

### 稲葉家
稲葉 百合（いなば ゆり）〈63〉
演 - 吉田日出子
祐と肇の母。恋多き女性で、幼い祐と肇を家に残し、男性のもとに走っては別れて戻るという暮らしを繰り返していた。5年前に認知症を患ってから、祐を頼って同居している。
稲葉 哲也（いなば てつや）〈58〉
演 - でんでん
祐と肇の叔父。祐が働くガラス工場を経営している。姉の百合が育児放棄をして家出していた時期に、祐と肇を預かって育てた。自分には子どもはなく、祐と肇を息子のように思っている。
稲葉 香織（いなば かおり）〈53〉
演 - 大島蓉子
哲也の妻。明るくて噂好きな女性。夫の哲也と一緒に、母親代わりとして祐と肇を育てた。夫婦の間に子どもができなかったので、祐と肇に対して母親のような愛情を抱いている。

### その他
中里 次郎（なかざと じろう）〈36〉
演 - 山崎樹範
祐の幼馴染みで、おせっかいな友人。駐在所に勤務する独身のお巡りさん。
白石 理恵（しらいし りえ）〈38〉
演 - 白羽ゆり
萌奈美が心を許している友人だが、実は航一の愛人。有名な料理教室の経営者で、石川病院の病院食のアドバイザーも務める。仕事ができる優秀な女性で、周りにも親切に優しく振る舞っているが、実は嫉妬深く、人の不幸に喜びを感じる面がある。
村瀬 千尋（むらせ ちひろ）〈34〉
演 - 遊井亮子
ガラスギャラリーの店員。実家は啓翁桜の栽培農家。田舎の女性らしい、純粋で朗らかな性格の女性で、祐に対して密かに想いを寄せている。
橘 真人
演 - 東根作寿英
萌奈美の担当医師。
山田 裕之
演 ‐ 桜井聖
「山形市民病院」医師。
おばあさん
演 - 森康子
女性
演 - チェ・ジウ（友情出演：第2話）
公園で祐の隣に居合わせた女性。
男性
演 - クォン・サンウ （友情出演：第8話）
見舞いに病院に向かった祐が偶然声をかけた、退院する夫婦の夫。

## スタッフ
- 企画 - 石丸彰彦
- 原案 - 戸部真里香
- 脚本 - 高橋麻紀
- 演出 - 山室大輔、吉田健
- 音楽 - 市川淳、沢田完
- 主題歌 - 山下達郎「愛してるって言えなくたって」
- プロデューサー - 高橋正尚、韓哲
- 製作著作 - TBS

## 放送日程
| 各話                                                       | 放送日  | サブタイトル | 演出            | 視聴率 |
| ---------------------------------------------------------- | ------- | --- | --------------- | ------ |
| 第1話                                                      | 1月16日 | 命をかけた最後の愛 運命の出会いは残酷な死へと… | 山室大輔        | 14.5%  |
| 第2話                                                      | 1月23日 | 夫の裏切りと死の宣告 | 山室大輔        | 14.3%  |
| 第3話                                                      | 1月30日 | 夫の復讐…暴かれた嘘 | 吉田健          | 12.6%  |
| 第4話                                                      | 2月06日 | 全て捨てても、君を守る | 吉田健          | 12.3%  |
| 第5話                                                      | 2月13日 | もう会えないとしても… | 山室大輔        | 12.5%  |
| 第6話                                                      | 2月20日 | 二人きりの兄弟だから | 韓哲            | 12.8%  |
| 第7話                                                      | 2月27日 | 娘に遺す、最後の言葉 | 吉田健          | 14.6%  |
| 第8話                                                      | 3月06日 | 命が尽きる、その時まで | 山室大輔        | 13.2%  |
| 最終話                                                     | 3月20日 | 今夜完結!! 春は必ず来る… 互いに支えあい冷たい冬を乗りこえてきた2人 －その愛が…そして見守る皆の思いがあふれ… 想い出の桜に“希望”という名の美しい花を咲かせる | 山室大輔 吉田健 | 16.1%  |
| 平均視聴率 14.0%（視聴率は関東地区・ビデオリサーチ社調べ） |         | |                 |        |